# Ивановский, Олег Генрихович
Оле́г Ге́нрихович Ивано́вский (18 января 1922, Москва — 18 сентября 2014, там же) — советский инженер, конструктор ракетно-космической техники. Заместитель ведущего конструктора первого и второго искусственных спутников Земли, ведущий конструктор первых космических кораблей-спутников «Восток», создатель автоматических межпланетных станций. Главный конструктор по лунной тематике НПО им. С. А. Лавочкина (1965—1976). Лауреат Ленинской (1960) и Государственной (1977) премий СССР.
Участник Парада Победы на Красной площади 24 июня 1945 года. Полковник в отставке. Почётный член Российской академии космонавтики имени К. Э. Циолковского.

## Детство и юность
Родился в семье служащих. Отец — Генрих Аниолович Ивановский — был из обрусевших поляков, мать — Маргарита Густавовна (урождённая Густавсон) — имела русско-финское происхождение. Детство и юность О. Г. Ивановского прошли в посёлке Тайнинка близ Мытищ (Московская область). В 1940 году окончил среднюю школу № 336 имени Радищева в Москве. В школьные годы увлекался радиотехникой, занимался авиамоделизмом в Центральной авиамодельной лаборатории, располагавшейся в здании его школы на ул. Радио в Москве. В 1939 году был курсантом Мытищинского аэроклуба.

## Военная служба
В 1940 году О. Г. Ивановский был призван в Красную Армию. Службу начал в пограничных войсках  стрелком 9-й заставы 3-й погранкомендатуры 92-го пограничного Перемышльского пограничного отряда на западноукраинском участке советско-германской границы, когда Польша уже была оккупирована немецкими войсками. В годы Великой Отечественной войны был красноармейцем, сержантом, гвардии старшим лейтенантом, оперуполномоченным контрразведки 250-го Кубано-Черноморского (впоследствии 29-го гвардейского) кавалерийского казачьего полка 11-й (впоследствии 8-й гвардейской) кавалерийской имени С. И. Морозова дивизии 7-го (с 19 января 1943 г. — 6-го гвардейского) кавалерийского корпуса.
Принимал участие в боях за освобождение городов Валуйки (Белгородская область) 19 января 1943 г., Ровно 2 февраля 1944 г., Дубно (Ровенская область, Украина) 17—18 марта 1944 г., Янув (Польша) 26 июля 1944 г. В 1943 году прошёл с боями Смоленщину и Белоруссию. Весной и летом 1944 года воевал в западной части Украины и в Польше. Осенью 1944 года был в походе по Румынии. Затем воевал в Венгрии и Чехословакии, участвовал в боях за города Хайдусобосло 12 октября 1944 года, Дебрецен 20 октября 1944 года, Балашшадьярмат 9 декабря 1944 года, Брно 26 апреля 1945 года. Завершил войну 14 мая 1945 года близ Праги, в составе 8-й гвардейской кавалерийской Ровенской дивизии имени Морозова.
Участвовал в Параде Победы 24 июня 1945 года на Красной площади в Москве в пешем строю кавалерийской казачьей группы сводного полка 2-го Украинского фронта и в параде 7 ноября 1945 года на Красной площади. В 1946 году демобилизован по инвалидности, вызванной тяжёлым ранением в шею и плечо из танкового пулемёта, полученным 19 января 1943 года при освобождении г. Валуйки. В медицинском заключении было указано: «Годен для работы в гражданских учреждениях при пониженном рабочем дне без тяжёлой физической и умственной нагрузки».
В 1946—1947 работал лаборантом в Научно-исследовательском институте связи Красной армии (ныне Центральный научно-исследовательский испытательный институт связи МО РФ им. А. И. Белова) в Мытищах.

## Создание космической техники

### Работа в ОКБ С. П. Королёва
С 1947 по 1954 гг. О. Г. Ивановский работал техником, затем старшим техником НИИ-88 Министерства вооружения СССР (ныне РКК «Энергия») в Подлипках / Калининграде Московской области (ныне г. Королёв). Принимал участие в первых пусках баллистических ракет на Государственном центральном полигоне (Капустин Яр, Астраханская область), в пусках ракет научного назначения. В 1952 г. О. Г. Ивановский поступил в Московский энергетический институт и после его окончания в 1954 г. получил специальность инженера-радиотехника.

#### Первые спутники и «лунники»
С 1954 по 1961 годы работал в ОКБ-1 Государственного комитета по оборонной технике (главный конструктор — С. П. Королёв). Участвовал в создании первых трёх искусственных спутников Земли. С 1957 г. был заместителем ведущего конструктора первого искусственного спутника Земли (ИСЗ) Михаила Степановича Хомякова, отвечал за подготовку и проведение испытаний первого в мире ИСЗ (запуск на орбиту вокруг Земли прошёл 4 октября 1957 г.). С начала 1958 г. — ведущий конструктор по всем космическим аппаратам, которые разрабатывались в ОКБ С. П. Королёва. Был заместителем ведущего конструктора по второму ИСЗ, ведущим конструктором первых «лунников» — «Луна-1», «Луна-2» и «Луна-3» (1957—1959). В 1959 году «Луна-2» впервые в мире совершила межпланетный перелёт на другое космическое тело, а «Луна-3» выполнила фотографирование невидимой с Земли обратной стороны Луны.

#### Первый пилотируемый корабль «Восток»
В 1959 году назначен ведущим конструктором первых пилотируемых космических кораблей «Восток». К началу 1960 года в ОКБ-1 группой конструкторов под руководством О. Г. Ивановского практически был создан прототип одноместного космического корабля. Ивановский участвовал в подготовке к первому пилотируемому космическому полёту как один из основных руководителей работ по лётной отработке ракеты-носителя и корабля «Восток». Входил в состав боевого расчёта инженерно-испытательной бригады по запуску первого корабля «Восток» с космодрома Байконур.
12 апреля 1961 года в 8 часов утра, за час до прибытия космонавтов, О. Г. Ивановский и руководитель подготовки космонавтов генерал-лейтенант Н. П. Каманин поднялись на лифте к верху ракеты, проверили шифр логического замка, необходимый космонавту для переключения на ручное управление, и удостоверились в нормальной работе замка. Затем вместе с ведущим конструктором космических скафандров Фёдором Анатольевичем Востоковым (1920—2010) сопровождал Ю. А. Гагарина на лифте к кораблю «Восток», работал на верхней площадке фермы обслуживания ракеты-носителя, помогал космонавту сесть в корабль и разместиться в кресле, участвовал в закрытии люка. Ивановский последним пожал руку Гагарину перед стартом ракеты. После полёта Гагарин называл Ивановского своим крёстным.
С 1961 по 1965 годы О. Г. Ивановский был начальником космического отдела Государственной комиссии Совета министров СССР по военно-промышленным вопросам (Bоенно-промышленной комиссии); его рабочий кабинет находился в Кремле.

### Работа в НПО имени С. А. Лавочкина

#### Автоматические станции для Луны и планет
С декабря 1965 года по 1976 год — заместитель главного конструктора по лунно-планетному направлению Машиностроительного завода (с 1971 года — НПО) имени С. А. Лавочкина (г. Химки Московской области). С 1976 по 1983 годы — главный конструктор по направлению создания лунных автоматических станций Научно-производственного объединения имени С. А. Лавочкина. Был техническим руководителем испытаний автоматических станций серий «Луна» и «Венера». Под руководством главного конструктора Г. Н. Бабакина участвовал в создании первых в мире автоматических планетоходов — «Лунохода-1» и «Лунохода-2», которые прошли по Луне более 50 км, исследуя свойства поверхности и её геологическое строение. Участвовал в работах по первым искусственным спутникам Луны («Луна-10», «Луна-11», «Луна-12»). Возглавлял работы по автоматическим лунным станциям, выполнившим бурение на Луне и доставившим на Землю образцы лунного грунта из трёх районов восточного полушария Луны («Луна-16», «Луна-18», «Луна-24»).

#### Орбитальные автоматические станции
После завершения в 1976 году полётов советских автоматических станций по лунной тематике (намеченный на 1977 год запуск «Лунохода-3» был отменён) О. Г. Ивановский стал работать над созданием универсальных спутников серии «Прогноз», предназначенных для изучения солнечной активности, её влияния на магнитосферу Земли и др. Эти спутники дали обширный материал для службы радиационной безопасности пилотируемых космических комплексов. С 1972 по 1996 гг. произведено 12 безотказных запусков; все спутники «Прогноз» выполнили предусмотренные программы и превысили гарантированный срок работы. Аппараты дважды модернизировались; был создан универсальный спутник, позволяющий устанавливать на нём научную аппаратуру в различной комплектации без проведения повторных наземных испытаний (статических, вибрационных, тепловых и других), что значительно сократило расходы. Впервые началась доставка на космодром аппаратов в состоянии практически полной готовности к пуску.
В 1980—1983 годах вёл работы по первому советскому космическому аппарату для высокоточных астрофизических наблюдений. Орбитальная астрофизическая обсерватория «Астрон», оснащённая крупнейшим на то время ультрафиолетовым телескопом и комплексом рентгеновских спектрометров, была запущена в 1983 году и успешно функционировала 6 лет вместо запланированного года.

## Избранные научные публикации
(под псевдонимом О. Г. Иванов)
Анисов К. С., Мастаков В. И., Иванов О. Г. и др. Общее устройство и компоновка станции «Луна-17» // Передвижная лаборатория на Луне – Луноход-1 : Сб. — М.: Наука, 1971. — Т. 1. — С. 7—20.
Пучков В. П., ... , Иванов О. Г. и др. Радиокомплекс, системы управления и электропитания // Передвижная лаборатория на Луне – Луноход-1 : Сб. — М.: Наука, 1971. — Т. 1. — С. 21—29.
Александров А. А., ... , Иванов О. Г. и др. Управление и результаты выполнения программы // Передвижная лаборатория на Луне – Луноход-1 : Сб. — М.: Наука, 1971. — Т. 1. — С. 34—54.
Кочаров Г. Е., ... , Иванов О. Г. и др. Лунная автоматическая спектрометрическая аппаратура РИФМА // Передвижная лаборатория на Луне – Луноход-1 : Сб. — М.: Наука, 1971. — Т. 1. — С. 89—95.
Иванов О. Г., Рывкина В. А., Непоклонов Б. В. Работа «Лунохода-1» на Луне в феврале – сентябре 1971 года: 1. Функционирование «Лунохода-1» на Луне // Передвижная лаборатория на Луне – Луноход-1 : Сб. — М.: Наука, 1978. — Т. 2. — С. 7—19.
Леонович А. К., Иванов О. Г., Павлов П. С. и др. Особенности работы самоходного аппарата в лунных условиях: 1. Самоходное шасси «Лунохода-1» как инструмент для исследования лунной поверхности // Передвижная лаборатория на Луне – Луноход-1 : Сб. — М.: Наука, 1978. — Т. 2. — С. 25—42.
Александров А. К., Иванов О. Г., Бабков Ф. И. и др. Особенности работы самоходного аппарата в лунных условиях: 2. Исследования подвижности «Лунохода-1» при дистанционном управлении // Передвижная лаборатория на Луне – Луноход-1 : Сб. — М.: Наука, 1978. — Т. 2. — С. 43—46.

## Музейно-архивная деятельность
После выхода на пенсию в 1983 году О. Г. Ивановский вёл работу в музее НПО имени С. А. Лавочкина по сохранению памяти о достижениях в области исследований космоса. Более двадцати лет был директором музея, а затем — до последних дней — научным консультантом. Работал на выставках отечественной космической техники в США, Португалии, Малайзии.
Воспоминания О. Г. Ивановского «О создании КК „Восток“, подготовке к первому космическому полёту, о Гагарине Ю. А., старте КК „Восток“ 12 апреля 1961 года», созданные на основе аудиозаписи, находятся в Российском государственном архиве научно-технической документации (РГАНТД) — ф. 99, ед. хр. 384, 855 (1984, 1990).
В 2005 году О. Г. Ивановский передал на постоянное хранение в РГАНТД большое количество документов личного происхождения за 1942—2004 гг., которые составили фонд № 289 РГАНТД. Среди них творческие документы (рабочие материалы к книгам, доклады, статьи), дневники (1944—1948), биографические документы (анкеты, справки, выписки, пропуска, дипломы и пр.), письма (1943—1990), рецензии коллег на его книги, фотографии.

## Интересные факты
- 31 декабря 1959 года ведущего конструктора автоматической станции «Луна-3» О. Г. Ивановского вызвал к себе руководитель ОКБ-1 С. П. Королёв. Со словами: «А это тебе к новогоднему столу!» он протянул изумлённому коллеге две бутылки вина, завёрнутые в мягкую цветную бумагу и рассказал, что в 1957 году, после запуска первого искусственного спутника Земли, крупный французский винодел Анри Мэр (Henri Maire) из города Арбуа (Arbois) держал пари с советским консулом, пообещав поставить тысячу бутылок вина тому, кто заглянет на обратную сторону Луны[23]. В начале октября 1959 года «Луна-3» сфотографировала невидимую с Земли сторону Луны, а в середине декабря в адрес Академии наук СССР поступил необычный груз из Франции — 500 бутылок красного столового вина «Арбуа» и 500 — белого игристого «Вин Фу» (Vin Fou)[24]. «Проиграл мусье! — добавил Королёв, — Так что тысяча не тысяча, а две бутылки — твои»[25].

- Когда Ю. А. Гагарин 12 апреля 1961 года уже разместился внутри корабля «Восток» и за ним был закрыт люк, то с одного из трёх датчиков, расположенных на обрамлении люка, на командный пункт не поступило сигнала о плотном прижатии крышки. До старта оставалось 1 час 7 минут[26]. Находившиеся на верхней площадке фермы обслуживания ракеты ведущий конструктор корабля О. Г. Ивановский и слесари-сборщики ОКБ-1 Владимир Иванович Морозов[27][28] и Николай Васильевич Селезнёв в условиях весьма ограниченного времени успели отвернуть только что закрученные ими 30 гаек на замках крышки, снять крышку люка, проверить положение электрического контакта, сигнализирующего о прижатии, вновь установить крышку и запереть люк, завернув все гайки, а затем при помощи вакуумной присоски проверить герметичность отсека с космонавтом. Управились за 20 минут[29]. Гагарин изнутри корабля молча наблюдал за этой процедурой[30][31], а после полёта сказал Ивановскому: «Посмотрел бы ты на себя, когда крышку люка открывал; у тебя тогда по лицу цвета побежалости ходили!»[32][33].
- Вскоре после того, как 15 января 1973 года автоматическая станция «Луна-21» доставила на Луну самоходный аппарат «Луноход-2» в Москве началась советско-американская встреча по сотрудничеству в исследованиях Солнечной системы. С 29 января по 2 февраля в Институте космических исследований Академии наук СССР учёные обсуждали результаты и задачи изучения планет с помощью космических станций. В перерыве между заседаниями один из американских участников, научный сотрудник отделения астрогеологии Геологической службы США планетолог Гарольд Мазурский (Harold Masursky), подошёл сбоку к О. Г. Ивановскому и что-то осторожно положил в карман его пиджака. Это оказался небольшой рулончик фотобумаги, стянутый резинкой. Узкий длинный снимок охватывал как участок работы «Лунохода-2», так и расположенный в 170 км южнее него район посадки американского корабля «Аполлон-17», который побывал на Луне за два месяца до лунохода. «Подброшенная» фотография оказалась намного детальнее тех, что имелись у советских учёных. По ней была изготовлена подробная фотокарта для «Лунохода-2», которая значительно помогла в планировании работы самоходного аппарата, позволив направлять его к разнообразным геологическим объектам, о существовании которых в районе посадки до этого не было известно[34].
- В финале игры Что? Где? Когда? 1986 года[35] Олег Генрихович играл против команды знатоков и выиграл у них вопрос.

## Литературное творчество
О. Г. Ивановский — автор шести книг воспоминаний и многих научно-популярных статей по космической тематике. До 1988 г. книги О. Г. Ивановского выходили под псевдонимом Алексей Иванов. Публикации были также под псевдонимами «О. Сашин. Инженер» и другими.

Долгие годы не только вся литература о космической технике, но и её создатели оставались, как говорится, «закрытыми». Мы были «конструкторами без фамилий». Так что вышедшие за эти годы три мои книги — «Первые ступени», «Старт завтра в 9…», «Впервые» — писались от лица Алексея Иванова.
— Ивановский О. Г. Наперекор земному притяженью (1988)

### Книги воспоминаний О. Г. Ивановского
Иванов А. Первые ступени: Записки инженера. — 1-е изд. — М.: Молодая Гвардия, 1970. — 176 с. — 100 000 экз.
Иванов А. Первые ступени: Записки инженера. — 2-е изд. — М.: Молодая Гвардия, 1975. — 158 с. — 100 000 экз. Архивировано 15 ноября 2014 года.
Иванов А. Старт завтра в 9… — М.: Сов. Россия, 1980. — 254 с. — 30 000 экз.
Иванов А. Впервые: Записки ведущего конструктора. — М.: Моск. рабочий, 1982. — 288 с. — 50 000 экз. Архивировано 17 ноября 2010 года.
Ивановский О. Г. Наперекор земному притяженью. — М.: Политиздат, 1988. — 288 с. — 100 000 экз. — ISBN 5–250–00163–7.
Ивановский О. Г. Ракеты и космос в СССР: Записки секретного конструктора. — М.: Молодая Гвардия, 2005. — 320 с. — 3000 экз. — ISBN 5-235-02772-8.
Ивановский О. Г. Записки офицера «СМЕРШа». В походах и рейдах гвардейского кавалерийского полка. 1941—1945. — М.: Центрполиграф, 2006. — (На линии фронта. Правда о войне). — ISBN 5-9524-2360-4, 978-5-9524-2676-4.

### Статьи о С. П. Королёве в сборниках
Иванов А. Штрихи к портрету // С. П. Королёв (к 70-летию со дня рождения) : Сб. — М.: Знание, 1977. — С. 79—125. Архивировано из оригинала 15 ноября 2014 года.
Иванов А. Штрихи к портрету // Сергей Павлович Королёв. Сборник статей : Сб. — М.: Знание, 1982 (?). — С. 79—125.

### Газетные статьи
Довгань В. Г., Долинин А. И., Ивановский О. Г. Луноход и люди. 50-летию отечественной лунной программы посвящается // Неделя. Подмосковье : газета. — 2008. — № 21—29.

## Награды

### Государственные

#### Ордена
- Почёта (2011)[38][39]
- Ленина
- Отечественной войны I степени (дважды: 1945, 1985)
- Отечественной войны II степени (1944)
- Трудового Красного Знамени
- Красной Звезды (1943)
- «Знак Почёта»

#### Медали
- «За отвагу» (1943) — за храбрость в боевых действиях при занятии г. Валуйки 19 января 1943 г.[40]
- «За Победу над Германией в Великой Отечественной войне 1941—1945 гг.»
- Жукова (1996)
- юбилейные медали «20, 30, 40, 50, 60 и 65 лет Победы»
- юбилейные медали «50, 60 и 70 лет Вооружённых Сил СССР»

#### Премии
- Ленинская премия (1960)
- Государственная премия СССР (1977)

### Ведомств и организаций
- Знак Циолковского (2012) — высшая награда Федерального космического агентства (Роскосмос)[41]
- Нагрудный знак Российского космического агентства (РКА) «Звезда Циолковского» (2002)[42]
- Почётные знаки Российской академии космонавтики им. К. Э. Циолковского «За заслуги в космонавтике» I и II степени
- Медали Федерации космонавтики России
- Нагрудный знак «Почётный сотрудник госбезопасности»
- Знак Губернатора Московской области «За труды и усердие»
- Медаль «55 лет Победы Советского народа в Великой Отечественной войне» (2000)

### Почётные звания
- Почётный член Российской академии космонавтики имени К. Э. Циолковского
- Почётный гражданин города Валуйки и Валуйского района (Белгородская область)[43]
- Почётный гражданин города Дубно (Украина) (1985)[44]

## Признание
- Малой планете (астероиду) № 18814 присвоено название «Ивановский». Решение об этом принял 26 сентября 2007 года Комитет по наименованию малых тел Солнечной системы Международного астрономического союза. Официальное международное название этой планеты — (18814) Ivanovsky[45][46]. Эта малая планета находится во внутренней части главного пояса астероидов и движется по орбите, близкой к круговой; расстояние от Солнца меняется от 303 млн км (2,023 а. е.) до 378 млн км (2,528 а. е.)[47]. Вероятный размер — от 2 до 6 км в поперечнике. Она была открыта в Лоуэлловской обсерватории (Аризона, США) 20 мая 1999 года.
- О. Г. Ивановский избран членом-корреспондентом Лиссабонского географического общества (Португалия).

## Память
- В документальном фильме «Первый рейс к звёздам» (1961 г.) есть эпизоды с участием О. Г. Ивановского — он приветствует космонавта Ю. А. Гагарина на стартовой площадке у подножья ракеты, сопровождает его по лестнице к лифту, выходит с ним на верхнюю площадку фермы обслуживания ракеты, помогает разместиться в космическом корабле «Восток».
- Рассказ О. Г. Ивановского о Параде Победы, о сводном полке 2-го Украинского фронта, о судьбах однополчан включён в полнометражный документальный фильм к 40-й годовщине Парада Победы «Спроси у памяти своей», премьера которого состоялась в Москве в конце 1985 г. (киностудия Министерства обороны СССР, режиссёр С. Г. Киселёв, авторы сценария К. Л. Славин и М. П. Березко).
- О. Г. Ивановский — один из персонажей художественного фильма «Гагарин. Первый в космосе» (2013 г.). Роль Олега Ивановского исполнил актёр Сергей Кагаков[48].
- В художественном фильме «Главный» (2015 г.) роль конструктора О. Г. Ивановского исполнил актёр Роман Крымов.
- О. Г. Ивановский похоронен на Новолужинском кладбище в Химках — неподалёку от НПО имени С. А. Лавочкина, на которым он трудился почти полвека[49][50].